# Писанго, Альберто
Альбе́рто Писа́нго Чо́та (исп. Alberto Pizango Chota; 31 августа 1964, Бальсапуэрто) — текущий президент AIDESEP, первой организации по защите прав коренных народов в Перу. Он — представитель народа шави. Писанго активно сопротивлялся планам правительства Перу по продаже нефтяных концессий, расположенных на землях индейцев, иностранным компаниям.

## Биография
В августе 2008, Писанго поддержал протесты коренных жителей Амазонки, когда племенные группы захватили две энергетических установки — месторождение природного газа в южном Перу, разрабатываемые аргентинской компанией Pluspetrol, и нефтяной трубопровод в северном Перу, принадлежавший Petroperú. Во время протестов индейцы взяли двух полицейских в заложники. В ответ правительство объявило чрезвычайное положение в регионах Куско, Лорето и Амазонас — шаг, который позволил ему направить туда армию, чтобы насильственно изгнать и арестовать восставших. Отношения накалились до предела, когда Писанго ответил на угрозу правительства послать войска заявлением, что «Коренные жители защищаются против правительственной агрессии».
Из этого тупика удалось выйти, когда Писанго и его организация AIDESEP убедили Конгресс аннулировать два земельных закона, направленных на открытие амазонских зон племен для нефтяных компаний, которые первоначально и привели к протестам. В пятницу, 6 сентября 2008 Конгресс аннулировал законы, созданные президентом Аланом Гарсия Пересом по его специальному указу. Писанго заявил, что его победа была «Новым рассветом для местных народов страны».
После того, как о его запланированном аресте объявили в Лиме, он попросил политическое убежище в Боливии, но без успеха, и тогда ему было предоставлено убежище в Никарагуа. В мае 2010 он прибыл в столицу Перу, Лиму, после 11 месяцев политического убежища. Писанго прибыл вместе с вице-президентом AIDESEP Дейси Запатой Васаби и К’Орианкой Килчер, американской актрисой перуанского происхождения, которая сыграла роль Покахонтас в фильме «Новый Свет». Он был немедленно арестован.